# Gare de Tammachi
La gare de Tammachi (反町駅, Tammachi-eki) est une gare ferroviaire de la ville de Yokohama, dans la préfecture de Kanagawa au Japon. Elle est située dans l'arrondissement de Kanagawa. La gare est gérée par la compagnie Tōkyū.

## Situation ferroviaire
La gare de Tammachi est située au point kilométrique (PK) 23,2 de la ligne Tōkyū Tōyoko.

## Histoire
La gare a été inaugurée le 14 février 1926.

## Services aux voyageurs

### Accès et accueil
La gare est située en souterrain. Elle est ouverte tous les jours.

### Desserte
- Ligne Tōyoko :
  - voie 1 : direction Yokohama (interconnexion avec la ligne Minatomirai pour Motomachi-Chūkagai)
  - voie 2 : direction Shibuya (interconnexion avec la ligne Fukutoshin pour Kotake-Mukaihara et Wakōshi)